# Macropsis hulthemiae
Macropsis hulthemiae är en insektsart som beskrevs av Dlabola 1994. Macropsis hulthemiae ingår i släktet Macropsis och familjen dvärgstritar. Inga underarter finns listade i Catalogue of Life.